# Jardín de las esculturas (Xalapa)
Espacio Cultural Jardín de las Esculturas es un espacio museístico perteneciente a la Secretaría de Cultura de Veracruz. Cuenta con un acervo escultórico de artistas locales, nacionales e internacionales. En sus jardines conserva fauna y flora del lugar. Busca promover la relación de la naturaleza con el arte.  
Fue fundado en 1998 gracias a las aportaciones de un grupo de escultoras y escultores residentes en Xalapa, en vinculación con Gobierno del Estado de Veracruz: Adalberto Bonilla, Elsa Naveda, Hiroyuki Okumura, Ignacio Pérez Solano, Javier Cervantes, Juan Enrique Martínez y Zárate, Leonor Anaya, Manuel Velásquez, Marconi Landa, Margarita Cházaro, María Teresa Gómez, Rafael Cortés, Rafael Villar, Roberto Rodríguez, Rocío Sagaón y Ryuichi Yahagi.

## Localización
Se encuentra ubicado en la Avenida Rafael Murillo Vidal, en la Colonia Campo Nuevo en la ciudad de Xalapa, Veracruz, México. Cuenta con una gran conectividad con la reserva ecológica y Área Natural Protegida de El Tejar - Ganica. Y posee una superficie de 4,3 hectáreas.

## Vocación
A través de un programa de actividades centradas en la naturaleza, la investigación de la escultura contemporánea, la creación artística y la formación de públicos  este espacio busca la conservación y difusión del arte tridimensional, instalaciones, performance, arte conceptual, entre otros, - en combinación con el ecosistema. Busca configurarse como un espacio vivo teniendo como eje central el arte y la naturaleza.
Los escultores fundadores desde el origen del proyecto buscaban generar un espacio de interés por el acceso a fuentes diversas de la cultura, el intercambio teórico y práctico, la experiencia individual y colectiva y la colaboración compartida.
Cuenta con una galería central donde se presentan exposiciones temporales, una sala de usos múltiples para diversas actividades de formación y ha consolidado una programación donde diferentes manifestaciones de la cultura se dan cita.